# Klövedal
Klövedal är en bebyggelse i Klövedals socken i Tjörns kommun i Bohuslän. SCB avgränsade här mellan 1990 och 2015 en småort benämnd Tådås. Vid avgränsningen 2015 klassades denna som sammanvuxen med den i Valsäng och bildade då en tätort med namnet Klövedal. Vid avgränsningen 2020 klassades bebyggelsen åter som separerad och denna del som en småort.    

## Befolkningsutveckling
| Befolkningsutvecklingen i Tådås/Klövedal 1990–2020          | Befolkningsutvecklingen i Tådås/Klövedal 1990–2020 | Befolkningsutvecklingen i Tådås/Klövedal 1990–2020 | Befolkningsutvecklingen i Tådås/Klövedal 1990–2020 | Befolkningsutvecklingen i Tådås/Klövedal 1990–2020 |
| ----------------------------------------------------------- | -------------------------------------------------- | -------------------------------------------------- | -------------------------------------------------- | -------------------------------------------------- |
|                                                             |                                                    |                                                    |                                                    |                                                    |
| År                                                          |                                                    |                                                    | Folkmängd                                          | Areal (ha)                                         |
| 1990                                                        | 1990                                               |                                                    | 73                                                 | 18#                                                |
| 1995                                                        | 1995                                               |                                                    | 75                                                 | 16#                                                |
| 2000                                                        | 2000                                               |                                                    | 79                                                 | 17#                                                |
| 2005                                                        | 2005                                               |                                                    | 87                                                 | 19#                                                |
| 2010                                                        | 2010                                               |                                                    | 74                                                 | 19#                                                |
| 2015                                                        | 2015                                               |                                                    | 569                                                | 268                                                |
| 2020                                                        | 2020                                               |                                                    | 164                                                | 94#                                                |
| Anm.: 2015 ingick småorten Valsäng i tätorten # Som småort. |                                                    |                                                    |                                                    |                                                    |